# Levenštejnova razdalja
Levenštejnova razdálja [levenštéjnova ~] je v teoriji informacij, jezikoslovju in računalništvu metrika znakovnih nizov (stringov) za merjenje razlike (razdalje) med dvema zaporedjema. Levenštejnova razdalja med dvema besedama je najmanjše število urejanj enega znaka (vstavljanj, brisanj ali zamenjevanj), potrebnih za spremembo ene besede v drugo. Ime je dobila po ruskem matematiku Vladimirju Josifoviču Levenštejnu, ki je leta 1965 definiral metriko.
Levenštejnova razdalja se lahko imenuje tudi urejevalna razdalja (razdalja urejanja), čeprav lahko ta izraz označuje tudi večjo družino metrik razdalje, znanih skupaj kot urejevalna razdalja.:32  Tesno je povezana s poravnavanji znakovnih nizov po parih.

## Definicija
Levenštejnova razdalja med dvema znakovnima nizoma {\displaystyle a,b\!\,} (z dolžinama {\displaystyle |a|\!\,} in {\displaystyle |b|\!\,}) se označi kot {\displaystyle \operatorname {lev} (a,b)\!\,} in je podana kot:
{\displaystyle \operatorname {lev} (a,b)={\begin{cases}|a|&{\text{ pri }}|b|=0,\\|b|&{\text{ pri }}|a|=0,\\\operatorname {lev} {\big (}\operatorname {tail} (a),\operatorname {tail} (b){\big )}&{\text{ pri }}\operatorname {head} (a)=\operatorname {head} (b),\\1+\min {\begin{cases}\operatorname {lev} {\big (}\operatorname {tail} (a),b{\big )}\\\operatorname {lev} {\big (}a,\operatorname {tail} (b){\big )}\\\operatorname {lev} {\big (}\operatorname {tail} (a),\operatorname {tail} (b){\big )}\\\end{cases}}&{\text{ drugače}}\end{cases}}\!\,}
{\displaystyle a\!\,} je izvorni znankovni niz, {\displaystyle b\!\,} pa ciljni znakovni niz. Tu {\displaystyle \operatorname {tail} } poljubnega znakovnega niza {\displaystyle x\!\,} označuje niz vseh znakov razen prvega znaka {\displaystyle x\!\,} – {\displaystyle \operatorname {tail} (x_{0}x_{1}\dots x_{n})=x_{1}x_{2}\dots x_{n}\!\,}), in {\displaystyle \operatorname {head} (x)\!\,} prvi znak niza {\displaystyle x\!\,} – {\displaystyle \operatorname {head} (x_{0}x_{1}\dots x_{n})=x_{0}}. Za sklicevanje na {\displaystyle n\!\,}-ti znak niza {\displaystyle x\!\,} se rabita zapisa {\displaystyle x[n]\!\,} ali {\displaystyle x_{n}\!\,}, šteto (številčeno) od 0, in tako velja {\displaystyle \operatorname {head} (x)=x_{0}=x[0]\!\,}. {\displaystyle \operatorname {lev} (a,b)\!\,} se označuje tudi kot {\displaystyle \operatorname {LD(a,b)} \!\,}.
Prvi element v minimumu ustreza brisanju (od {\displaystyle a\!\,} do {\displaystyle b\!\,}), drugi vstavljanju in tretji  zamenjevanju.
Ta definicija neposredno ustreza naivni rekurzivni izvedbi.

### Zgled
Levenštejnova razdalja med besedama »kitten« in »sitting« je na primer enaka 3, ker naslednja 3 urejanja pretvorijo eno besedo v drugo, in pri tem to ni moč narediti z manj kot tremi urejanji:
1. kitten → sitten (zamenjevanje črke »s« za »k«),
2. sitten → sittin (zamenjevanje črke »i« za »e«),
3. sittin → sitting (vstavljanje črke »g« na koncu).

Preprosti zgled brisanja se lahko vidi pri besedah »uninformed« in »uniformed«, ki imata razdaljo 1:
1. uninformed → uniformed (brisanje črke »n«).

### Zgornje in spodnje meje
Levenštejnova razdalja ima več preprostih zgornjih in spodnjih mej. Te vključujejo:
- to je vsaj absolutna vrednost razlike velikosti obeh znakovnih nizov.
- to je največ dolžina daljšega znakovnega niza.
- nič je, če in samo če sta znakovna niza enaka.
- če sta znakovna niza enake velikosti, je Hammingova razdalja zgornja meja Levenštejnove razdalje. Hammingova razdalja je število položajev, na katerih so ustrezni simboli v dveh znakovnih nizih različni.
- Levenštejnova razdalja med dvema znakovnima nizoma ni večja od vsote njunih Levenštejnovih razdalj od tretjega znakovnega niza (trikotniška neenakost).

Zgled, ko je Levenštejnova razdalja med dvema znakovnima nizoma enake dolžine strogo manjša od Hammingove razdalje, je podana s parom »flaw« in »lawn«. Tukaj je Leveštejnova razdalja enaka 2 (spredaj se izbriše »f« in vstavi »n« na koncu). Hammingova razdalja je enaka 4.

## Uporabe
Pri približnem ujemanju znakovnih nizov je cilj najti ujemanja za kratke nize v mnogih daljših besedilih v primerih, kjer je pričakovati majhno število razlik. Kratki znakovni nizi lahko izvirajo na primer iz slovarja. Pri tem je en od znakovnih nizov običajno kratek, drug pa poljubno dolg. To ima široko paleto uporab, na primer črkovalnike, sisteme popravkov za optično prepoznavanje znakov in programsko opremo za pomoč pri prevajanju v naravnem jeziku na podlagi prevodnega pomnilnika.
Levenštejnovo razdaljo je mogoče izračunati tudi med dvema daljšima znakovnima nizoma, vendar je zaradi stroškov izračuna, ki je približno sorazmeren zmnožku obeh dolžin znakovnih nizov, to nepraktično. Ko se torej uporabljajo za pomoč pri iskanju mehkega znakovnega niza v uporabah, kot je povezovanje zapisov, so primerjani znakovni nizi običajno kratki, da pomagajo izboljšati hitrost primerjav.
V jezikoslovju se Levenštejnova razdalja uporablja kot metrika za količinsko opredelitev jezikoslovne razdalje ali tega, kako različna sta si dva jezika drug od drugega. Povezana je z vzajemno razumljivostjo: večja kot je jezikovna razdalja, manjša je medsebojna razumljivost, in obratno, manjša kot je jezikovna razdalja, večja je medsebojna razumljivost.

## Povezava z drugimi metrikami urejevalne razdalje
Obstajajo tudi druge priljubljene mere urejevalne razdalje, ki se izračunajo z uporabo drugačnega nabora dovoljenih urejevalnih operacij. Na primer:
- Damerau-Levenštejnova razdalja omogoča prenašanje (transpozicijo) dveh sosednjih znakov poleg vstavljanja, brisanja in zamenjevanja,
- razdalja najdaljšega skupnega podzaporedja (LCS) omogoča samo vstavljanje in brisanje, ne pa zamenjevanja,
- Hammingova razdalja dovoljuje samo zamenjevanje, zato velja samo za znakovne nize enake dolžine,
- Jarova razdalja omogoča samo prenašanje.

Urejevalna razdalja je običajno definirana kot parametrabilna metrika, izračunana z določenim naborom dovoljenih urejevalnih operacij, vsaki operaciji pa je dodeljen strošek (po možnosti neskončen). To je nadalje posplošeno z algoritmi za poravnavanje zaporedij DNK, kot je Smith-Watermanov algoritem, zaradi česar so stroški operacije odvisni od tega, kje se izvaja.

## Računanje

### Rekurzivno
To je preprosta, a neučinkovita, rekurzivna implementacija v jeziku Haskell funkcije lRazdalja, ki vzame dva znakovna niza, s in t, skupaj z njunima dolžinama, in vrne Levenštejnovo razdaljo med njima:
```
lRazdalja
 
::
 
Eq
 
a
 
=>
 
[
a
]
 
->
 
[
a
]
 
->
 
Int

lRazdalja
 
[]
 
t
 
=
 
length
 
t
 
-- Če je prazen s, je razdalja število znakov v t

lRazdalja
 
s
 
[]
 
=
 
length
 
s
 
-- Če je prazen t, je razdalja število znakov v s

lRazdalja
 
(
a
 
:
 
s'
)
 
(
b
 
:
 
t'
)

  
|
 
a
 
==
 
b
 
=
 
lRazdalja
 
s'
 
t'
 
-- Če sta prva znaka enaka, se lahko zanemarita

  
|
 
otherwise
 
=
 
1
 
+
 
minimum
 
-- Drugače se poskusi vsa mogoča dejanja in izbere najboljšega

      
[
 
lRazdalja
 
(
a
 
:
 
s'
)
 
t'
 
-- Znak je vstavljen (b vstavljen)

      
,
 
lRazdalja
 
s'
 
(
b
 
:
 
t'
)
 
-- Znak je brisan (a brisan)

      
,
 
lRazdalja
 
s'
 
t'
 
-- Znak je zamenjan (a je zamenjan z b)

      
]

```

Ta izvedba je zelo neučinkovita, ker večkrat znova izračuna Levenštejnovo razdaljo istih znakovnih podnizov.
Učinkovitejša metoda ne bi nikoli ponovila istega izračuna razdalje. Na primer, Leveštejnova razdalja vseh možnih pripon je lahko shranjena v nizu {\displaystyle M\!\,}, kjer je {\displaystyle M[i][j]\!\,} razdalja med zadnjimi {\displaystyle i\!\,}-timi znaki niza s in zadnjimi {\displaystyle j\!\,}-timi znaki niza t. Razpredelnico je enostavno sestaviti po eno vrstico naenkrat, začenši z vrstico 0. Ko je celotna razpredelnica sestavljena, je želena razdalja v njej v zadnji vrstici in stolpcu, ki predstavlja razdaljo med vsemi znaki v nizu s in vsemi znaki v t.

### Iterativno s polno matriko
Ta razdelek uporablja nize, ki temeljijo na 1, namesto nizov, ki temeljijo na 0. Če je {\displaystyle m\!\,} matrika, {\displaystyle m[i,j]\!\,} sta {\displaystyle i\!\,}-ta vrstica in {\displaystyle j\!\,}-ti stolpec matrike, pri čemer ima prva vrstica indeks 0, prvi stolpec pa indeks 0.
Izračun Levenštejnove razdalje temelji na ugotovitvi, da če se rezervira matriko za hrambo Levenštejnove razdalje med vsemi predponami prvega znakovnega niza in vsemi predponami drugega, potem se lahko izračuna vrednosti v matriki na način dinamičnega programiranja in se tako najde razdaljo med dvema polnima znakovnima nizoma kot zadnjo izračunano vrednost.
Ta algoritem, primer dinamičnega programiranja od spodaj navzgor, je z različicami obravnavan v članku Problem popravljanja od znakovnega niza do znakovnega niza (The String-to-string correction problem) iz leta 1974 Roberta A. Wagnerja in Michaela Johna Fischerja.
To je preprosta izvedba v psevdokodi za funkcijo LevenstejnovaRazdalja, ki vzame dva znakovna niza, s dolžine m in t dolžine n, ter vrne Levenštejnovo razdaljo med njima:
```
function
 
LevenstejnovaRazdalja
(
char
 
s
[
1
..
m
]
,
 
char
 
t
[
1
..
n
])
:

  
// za vse i in j, bo d[i,j] vseboval Levenštejnovo razdaljo med

  
// prvimi i znaki niza s in prvimi j znaki niza t

  
declare
 
int
 
d
[
0
..
m
,
 
0
..
n
]

 

  
set
 
each
 
element
 
in
 
d
 
to
 
zero

 

  
// izvorne predpone se lahko pretvorijo v prazen znakovni niz

  
// z opustitvijo vseh znakov

  
for
 
i
 
from
 
1
 
to
 
m
:

    
d
[
i
,
 
0
]
 
:=
 
i

 

  
// ciljne predpone se lahko dosežejo iz prazne izvorne predpone

  
// z vstavljanjem vsakega znaka

  
for
 
j
 
from
 
1
 
to
 
n
:

    
d
[
0
,
 
j
]
 
:=
 
j

 

  
for
 
j
 
from
 
1
 
to
 
n
:

    
for
 
i
 
from
 
1
 
to
 
m
:

      
if
 
s
[
i
]
 
=
 
t
[
j
]
:

        
substitutionCost
 
:=
 
0

      
else
:

        
substitutionCost
 
:=
 
1

      
d
[
i
,
 
j
]
 
:=
 
minimum
(
d
[
i
-
1
,
 
j
]
 
+
 
1
,
                   
// brisanje

                         
d
[
i
,
 
j
-
1
]
 
+
 
1
,
                   
// vstavljanje

                         
d
[
i
-
1
,
 
j
-
1
]
 
+
 
substitutionCost
)
  
// zamenjevanje

 

  
return
 
d
[
m
,
 
n
]

```

Dva zgleda dobljene matrike, {\displaystyle \operatorname {lev} ({\text{kitten}},{\text{sitting}})\!\,} in  {\displaystyle \operatorname {lev} ({\text{Saturday}},{\text{Sunday}})\!\,} (lebdenje nad označeno številko razkrije operacijo, izvedeno za pridobitev te številke):
|   |   | k | i | t | t | e | n |
|   | 0 | 1 | 2 | 3 | 4 | 5 | 6 |
| s | 1 | 1 | 2 | 3 | 4 | 5 | 6 |
| i | 2 | 2 | 1 | 2 | 3 | 4 | 5 |
| t | 3 | 3 | 2 | 1 | 2 | 3 | 4 |
| t | 4 | 4 | 3 | 2 | 1 | 2 | 3 |
| i | 5 | 5 | 4 | 3 | 2 | 2 | 3 |
| n | 6 | 6 | 5 | 4 | 3 | 3 | 2 |
| g | 7 | 7 | 6 | 5 | 4 | 4 | 3 |

|   |   | S | a | t | u | r | d | a | y |
|   | 0 | 1 | 2 | 3 | 4 | 5 | 6 | 7 | 8 |
| S | 1 | 0 | 1 | 2 | 3 | 4 | 5 | 6 | 7 |
| u | 2 | 1 | 1 | 2 | 2 | 3 | 4 | 5 | 6 |
| n | 3 | 2 | 2 | 2 | 3 | 3 | 4 | 5 | 6 |
| d | 4 | 3 | 3 | 3 | 3 | 4 | 3 | 4 | 5 |
| a | 5 | 4 | 3 | 4 | 4 | 4 | 4 | 3 | 4 |
| y | 6 | 5 | 4 | 4 | 5 | 5 | 5 | 4 | 3 |

Invarianta, ki se ohranja v celotnem algoritmu, je, da se lahko začetni segment s[1..i] pretvori v t[1..j] z uporabo najmanj d[i, j] operacij. Na koncu spodnji desni element matrike vsebuje odgovor.

### Iterativno z dvema matričnima vrsticama
Izkaže se, da sta za konstrukcijo potrebni samo dve vrstici razpredelnice – prejšnja vrstica in trenutna vrstica, ki se izračunava, če se ne želi rekonstruirati urejenih vhodnih znakovnih nizov.
Levenštejnovo razdaljo je mogoče izračunati iterativno z uporabo naslednjega algoritma:
```
function
 
LevenstejnovaRazdalja
(
char
 
s
[
0
..
m
-
1
]
,
 
char
 
t
[
0
..
n
-
1
])
:

    
// označitev dveh vektorjev s celoštevilskima razdaljama

    
declare
 
int
 
v0
[
n
 
+
 
1
]

    
declare
 
int
 
v1
[
n
 
+
 
1
]

    
// nastavitev v0 (predhodna vrstica razdalj)

    
// ta vrstica je A[0][i]: urejevalna razdalja od praznega s do t;

    
// ta razdalja je število znakov, ki se jih pripne nizu s za niz t.

    
for
 
i
 
from
 
0
 
to
 
n
:

        
v0
[
i
]
 
=
 
i

    
for
 
i
 
from
 
0
 
to
 
m
 
-
 
1
:

        
// izračun v1 (trenutna vrstica razdalj) iz predhodne vrstice v0

        
// prvi element v1 je A[i + 1][0]

        
// urejevalna razdalja je brisanje (i + 1) znakov iz niza s, da je enak

        
// praznemu nizu t

        
v1
[
0
]
 
=
 
i
 
+
 
1

        
// uporaba formule za zapolnitev preostale vrstice

        
for
 
j
 
from
 
0
 
to
 
n
 
-
 
1
:

            
// računanje stroškov za A[i + 1][j + 1]

            
deletionCost
 
:=
 
v0
[
j
 
+
 
1
]
 
+
 
1

            
insertionCost
 
:=
 
v1
[
j
]
 
+
 
1

            
if
 
s
[
i
]
 
=
 
t
[
j
]
:

                
substitutionCost
 
:=
 
v0
[
j
]

            
else
:

                
substitutionCost
 
:=
 
v0
[
j
]
 
+
 
1

            
v1
[
j
 
+
 
1
]
 
:=
 
minimum
(
deletionCost
,
 
insertionCost
,
 
substitutionCost
)

        
// kopiranje v1 (trenutna vrstica) v v0 (predhodna vrstica) za

        
// naslednjo iteracijo, ker so podatki v v1 vedno razveljavljeni,

        
// je izmenjava brez kopiranja lahko učinkovitejša

        
swap
 
v0
 
with
 
v1

    
// po zadnji izmenjavi so rezultati v1 sedaj v v0

    
return
 
v0
[
n
]

```

Hirschbergov algoritem združuje to metodo z algoritmom deli in vladaj. Lahko izračuna optimalno urejevalno zaporedje in ne le urejevalne razdalje v enakih asimptotičnih časovnih in prostorskih mejah.

### Avtomati
Levenštejnovi avtomati učinkovito določijo, ali ima znakovni niz manjšo urejevalno razdaljo od dane konstante iz danega znakovnega niza.

### Približno
Levenštejnovo razdaljo med dvema znakovnima nizoma z dolžinama {\displaystyle n\!\,} je mogoče izvesti približno na faktor natančno:
{\displaystyle (\log n)^{O(1/\varepsilon )}\!\,,}
kjer je {\displaystyle \varepsilon >0\!\,} prosti parameter, ki ga je treba nastaviti v času {\displaystyle O(n^{1+\varepsilon })\!\,}.

### Računska zahtevnost
Pokazalo se je, da Levenštejnove razdalje dveh znakovnih nizov z dolžinama {\displaystyle n\!\,} ni mogoče izračunati v času {\displaystyle O(n^{2-\varepsilon })\!\,} za noben {\displaystyle \varepsilon \!\,}, večji od nič, razen če močna domneva o eksponentnem času ni napačna.